# Josh Todd
Joshua Todd Gruber (Los Ángeles, 4 de abril de 1970) es un músico y actor estadounidense, conocido como el cantante de la banda hard rock Buckcherry.. Figura en el puesto 98 del listado Los 100 mejores vocalistas del Metal de todos los tiempos.

## Biografía
Josh Todd creció en Anaheim Hills, California, y luego se mudó a Lake Forest, California. Asistió a Trabuco Hills High School en Orange County, California, y se graduó en 1989. Antes de sus días en Buckcherry, Todd estuvo en la banda glam rock Slamhound. En 1995, Josh conoció al guitarrista Keith Nelson a través de su tatuador. Los dos estuvieron de acuerdo en conocerse debido a que compartían su amor por AC/DC. Pronto formaron la banda Sparrow, que luego se cambió a Buckcherry. Luego se casó con Mitzi Martin, una actriz y modelo estadounidense.

## Carrera
En 1999, Buckcherry lanzó su primer álbum homónimo, con el éxito "Lit Up".
En 2001, la banda lanzó su segundo álbum, Time Bomb. Josh y Keith hicieron un tributo a Ozzy Osbourne/Mötley Crüe, Randy Castillo, con Slash, Duff McKagan y Matt Sorum de los Guns N' Roses. 
La banda, para ese show, fue nombrada Cherry Roses. 
La banda grabó un disco con diez canciones bajo el nombre "The Project", antes de reemplazar a Todd y Nelson con Scott Weiland y Dave Kushner respectivamente. Una canción, "Dirty Little Thing", fue escrita durante el tiempo con Josh y Keith y le da al último los créditos de escritura.
En 2005, Josh Todd reformó Buckcherry con Keith Nelson y nuevos miembros, Stevie D., Jimmy Ashurst, y Xavier Muriel.
En 2008, Todd fue uno de los cuatro coristas para la banda Mötley Crüe para la versión de "Saints of Los Angeles".
Todd lanzó cinco álbumes con Buckcherry y un álbum solista. 
Ha aparecido en varias películas incluyendo un papel de Rudy, en la comedia adolescente de 2002 The New Guy y varias partes pequeñas en xXx, y The Salton Sea. También apareció en la película de 2008 Eagle Eye. 
En 2008, Josh apareció en el álbum de Escape the Fate, This War Is Ours en la canción "10 Miles Wide" y "Harder Than You Know". Ha aparecido en el vídeo musical para "10 Miles Wide" en 2009.

## Tatuajes
Todd es conocido por su gran cantidad de tatuajes incluyendo pecho, brazos y estómago, como también piernas. 
- Un Rey de Corazones suicida con la palabra "Love" (Amor) encima de él y "Desire" (Deseo) por debajo cubriendo su espalda completa.
- La palabra "CHAOS" (Caos) sobre su ombligo y una araña viuda negra debajo.
- La palabra "Willow". Willow es el nombre de su hija menor.
- La palabra "STAY" (Quedarse) en sus nudillos derechos y "GOLD" (Oro) en sus nudillos izquierdos, diciendo "Stay Gold" cuando se juntan, una referencia a The Outsiders.
- Tiene una coincidencia de tatuajes en los hombros, a veces referido como "Faros espirituales".
- Calaveras sobre las telas de arañas en sus rodillas.

## Discografía

### Solista
- You Made Me (2003)

### Sencillos
| Año  | Canción        | US Mainstream Rock | Álbum       |
| ---- | -------------- | ------------------ | ----------- |
| 2004 | "Shine"        | 42                 | You Made Me |
| 2008 | "Lovely Bones" | -                  | You Made Me |

## Apariciones como invitado
- 2002 - The New Guy. Interpretó a Rudy.
- 2002 - The Shield. Episodio 1.6: "Cherrypoppers".
- 2002 - The Banger Sisters, cameo
- 2003 - "Rain" - DJ Muggs - Dust
- 2006 - "Watchtower" - D.M.C. - Checks Thugs and Rock N Roll
- 2007 - "Blow" - Atreyu - Leaad Sails Paper Anchor
- 2008 - "Saints of Los Angeles" - Mötley Crüe - Saints of Los Angeles
- 2008 - "10 Miles Wide" y "Harder Than You Know" - Escape the Fate - This War Is Ours
- 2010 - Bones. Episodio 5.19: "The Rocker in the Rinse Cycle."